# Селиогло
Селиогло (укр. Селіогло; до 2025 годах — Холмское) — село, относится к Болградскому району Одесской области Украины.
Расположено на реке Ташлык.
Население по переписи 2001 года составляло 2856 человек. Почтовый индекс — 68443. Телефонный код — 4845. Занимает площадь 41,1 км². Код КОАТУУ — 5120486401.

## История
До 1945 года село называлось Селиогло (Сулиоглы).
Возникновение села относится к 1830 году, когда здесь поселились 113 болгарский семей. Наименование Селиогло перенесено с переселенцами из Турции (так называлась местность, занимаемая ими в области Румелия). В 1852 году построена каменная церковь, крытая деревом, с колокольней на двух столбах. В 1855 году подняты стены и пристроена к ней каменная колокольня, крытая железом.
В 1918 году в связи с интервенцией иностранных государств и внутренней контрреволюцией территория с. Холмское была оккупирована войсками боярской Румынии. 28 июня 1940 года установлена Советская власть на территории села Селиогло. В 1946 г. началась полная коллективизация, многим пришлось голодать, много людей умерло от голода. Это один из самых страшных периодов в жизни села.

## Население и национальный состав
По данным переписи населения Украины 2001 года распределение населения по родному языку было следующим (в % от общей численности населения):
По Холмскому сельскому совету: украинский — 4,50 %; русский — 4,33 %; белорусский — 0,03 %; болгарский — 89,46 %; гагаузский — 0,60 %; молдавский — 0,81 %.
По селу Холмское: украинский — 3,68 %; русский — 3,08 %; белорусский — 0,04 %; болгарский — 91,46 %; гагаузский — 0,63 %; молдавский — 0,84 %.
По поселку Новохолмское: украинский — 23,58 %; русский — 33,33 %; болгарский — 43,09 %.

## Местный совет
68443, Одесская обл., Болградский р-н, с. Холмское, ул. Школьная, 37